# 박철의 대한민국 유행가
박철의 대한민국 유행가는 대한민국의 방송국인 한국방송공사의 라디오 채널 KBS Happy FM(수도권과 창원 106.1MHz, 춘천 98.7MHz, 강릉,동해,삼척 102.1MHz, 속초,고성 106.7MHz, 양양 103.9MHz, 청주 90.9MHz, 대전 100.9MHz, 전주 92.9MHz, 광주 95.5MHz, 순천,광양 102.7MHz, 여수 100.9MHz, 고흥,해남 106.7MHz, 대구 102.3MHz, 김천 88.9MHz, 부산 97.1MHz, 제주 91.9MHz, 제주 서부 92.7MHz, 서귀포 89.7MHz)에서 오후 4시 5분부터 오후 6시까지 방송되었던 음악전문 라디오 프로그램이며, 2013년 봄 개편으로 인해 2013년 4월 7일 방송을 마지막으로 2년만에 종영되었다. 이 프로그램의 후속은 해피타임 4시로 대체되었다.

## 방송되는 코너

### 매일 코너
- 명팝의 전당 ABC송
- 박철의 즉석답안지
- 보청기를 드립니다
- 유행가 민원실

### 요일별 코너
- 월요일 : 태클을 걸지 마
- 화요일 : 널 위한 멜로디
- 수요일 : 매직유랑단 짜잔
- 목요일 : 고속도로 메들리
- 금요일 : 러브 이즈 워, PD조의 이 노래는 어때요?
- 토요일 : 특급 사연 쇼쇼쇼!!!
- 일요일 : 가나다라마바사, 일요 즉석 답안지

## 특이사항
- 대한만국 유행가가 방송되는 채널인 KBS 해피FM의 문자 참여 고유번호는 #1061인데 대한민국 유행가 만이 #10611번이다 그 이유는 대한민국 유행가 문자만 24시간 관리되기 때문이다.

## 같이 보기
- KBS
- KBS Happy FM